# يان بوني
يان بوني (بالألمانية: Jan Bonny)‏ هو كاتب سيناريو ومخرج ألماني، ولد في 1979 في دوسلدورف في ألمانيا.

## وصلات خارجية
- يان بوني على موقع IMDb (الإنجليزية)
- يان بوني على موقع مونزينجر (الألمانية)
- يان بوني على موقع ألو سيني (الفرنسية)
- يان بوني على موقع أول موفي (الإنجليزية)
- يان بوني على موقع قاعدة بيانات الأفلام السويدية (السويدية)
- يان بوني على موقع قاعدة بيانات الفيلم (الإنجليزية)
- يان بوني على موقع كينوبويسك (الروسية)